# Burza (liturgie)

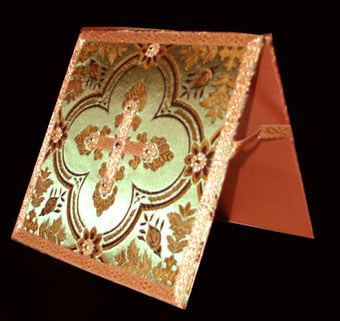
Burza

Burza (starším pravopisem bursa) je v liturgii římskokatolické církve a luterských církví pouzdro ve tvaru čtverce, do něhož se vkládá složený korporál. Uprostřed její horní části je zpravidla vyšitý kříž. Používá se vždy v liturgické barvě příslušného dne. Od liturgické reformy provedené po druhém vatikánském koncilu není její použití výslovně předepsané, a proto se užívá jen zřídka, neb bursy se ve mši užívá jen tehdy, používá-li se i kalichového vela (na které se bursa s korporálem uvnitř pokládá).